# Lee June-seo
Lee June-seo (Daejeon, 3 giugno 2000) è un pattinatore di short track sudcoreano.

## Palmarès

### Olimpiadi
- 1 medaglia:
  - 1 argento (staffetta 5000 m a Pechino 2022)

### Mondiali
- 3 medaglie:
  - 1 oro (staffetta 5000 m a Sofia 2019);
  - 2 bronzi (1500 m a Sofia 2019; staffetta 5000 m a Seul 2023).

### Mondiali juniores
- 1 medaglia:
  - 1 argento (classifica generale a Tomaszów Mazowiecki 2018)